# Eucharistische Nüchternheit
Eucharistische Nüchternheit (lateinisch ieiunium eucharisticum, „eucharistisches Fasten“, wie „Jejunum“ von ieiunus, ‚nicht gefrühstückt habend‘, ‚nüchtern‘) bedeutet in der katholischen Kirche die Enthaltung von allen Speisen und Getränken (außer Wasser und Medikamenten) für eine gewisse Zeitspanne vor Empfang der heiligen Kommunion.
Ursprünglich waren die Kommunikanten verpflichtet, vor dem Empfang der heiligen Kommunion ab Mitternacht des Tages nüchtern zu bleiben; Papst Pius XII. verkürzte diese Frist am 19. März 1957 mit dem Motu proprio Sacram communionem auf drei Stunden für feste Speisen und alkoholische Getränke, auf eine Stunde für nichtalkoholische Getränke. 1964 wurde sie mit der päpstlichen Anordnung Die XXI mensis auf wenigstens eine Stunde verkürzt.
In den orthodoxen Kirchen gilt das eucharistische Fasten ab Mitternacht.